# Embalse de San Rafael
El Embalse de San Rafael es una represa localizada en el municipio de La Calera, a 12 km de Bogotá (la capital colombiana). Este proyecto se realizó con el fin de suministrar agua a gran parte del norte de la capital y a sus municipios cercanos como La Calera, Sopó y Guasca. Este embalse comenzó su construcción a finales de los años 1980 y fue inaugurado en 1996, rodeando a la planta de tratamiento Francisco Wiesner (la cual funciona desde 1972), como embalse de reserva para el sistema Chingaza, ante los continuos derrumbes del túnel de suministro que proviene del embalse de Chuza. En 1997 un derrumbe de una gran sección del túnel que conecta el embalse de Chuza con la planta Fransciso Wiesner, el Embalse de San Rafael sostuvo la demanda de ciudad, sin embargo por condiciones de sequía no fue posible evitar largos periodos de racionamientos mientras la conexión era restablecida. De igual forma durante los cierres periódicos por mantenimientos de los túneles (en promedio cada 2 años), el Embalse de San Rafael soporta la demanda del acueducto de la ciudad.
Tiene unas dimensiones de 59.6 m de altura y una longitud de 680.36 metros, con una capacidad de 71 millones de metros cúbicos y alberga un área de 371 hectáreas. El embalse consta de un dique auxiliar localizado al norte del embalse y es una estructura con una altura de 15,5 m, longitud de 282 m y un volumen de relleno de 80 mil metros cúbicos y su función es la de cerrar una depresión topográfica en esa zona del embalse.